# Laurens County, South Carolina
Laurens County är ett administrativt område i delstaten South Carolina, USA. År 2010 hade countyt 66 537 invånare. Den administrativa huvudorten (county seat) är Laurens. 

## Geografi
Enligt United States Census Bureau så har countyt en total area på 1 875 km². 1 852 km² av den arean är land och 23 km² är vatten. 

### Angränsande countyn
- Spartanburg County, South Carolina - nord
- Union County, South Carolina - nordöst
- Newberry County, South Carolina - sydöst
- Greenwood County, South Carolina - syd
- Abbeville County, South Carolina - sydväst
- Anderson County, South Carolina - väst
- Greenville County, South Carolina - nordväst